# Парк дворца Јагодић
Парк Дворца Јагодић се налази у Старом Лецу, у општини Пландиште. Подигнут је 1835. године за Петра Јагодића и представља споменик културе од великог значаја.

## Историјат
Од изградње па све до Другог светског рата остао је у поседу породице Јагодић. Између осталих двораца у Војводини овај објекат има стилске вредности, али и историјске, због породице у чијој је власништву био. Породица Јагодић је значајна за културну историју српског народа у Војводини. Јагодићи су били истакнути чланови Матице српске, па се у Галерији Матице српске налази неколико њихових портрета које је насликао Константин Данил. Константин Данил је јадан од најзначајнијих сликара друге половине 19. века.

## Изглед дворца
Дворац припада типу пољских двораца, око њега је негован парк и у дубини имања се налази енглески парк, који укључује већ постојеће биљне врсте, обогаћене егзотичним ретким врстама. Парк испред зграде је планиран по француској шеми, пројектовањем рундела оивичених ружичњаком и шимширом. На имању су била два уређена парка француски и енглески који у дубини имања прелази у шуму Копривића која је заштићена као природна реткост. Зграда дворца је у облику издуженог правоугаоника са строго симетричним унутрашњим и спољашњим распоредом. Осу симетрије чине два приступна портика, главни улазни и други ка парку. Зграда је приземна са два бочна ризалита који изгледају као две куле јер им је кров изнад висине кровног венца централног дела зграде. Склад пропорција и једноставност овом објекту дају симетрија као основни естетски принцип и склад зидних маса и ритам прозорских отвора са једнаким размацима. Раван кров дворишног трема носе четири стуба са коринтским капителима и вишеструко профилисана архитравна греда. Правогугаони прозори су фланкирани плитким пиластрима са коринтским капителима, имају различите фронтоне. Велики подрум, засведен пруским сводом има посебно изведену ваздушну вентилацију која је још у функцији. После Другог светског рата у објкту се налазила зграда ПДП "Трудбеник". Претварање пољског дворца који је био намењен становању у административно-пословну зграду донело је доста промена нарочито у ентеријеру.

## Занимљиво
Обнављање зграде је започето 2007. године и дворац Јагодић после реновирања изгледа достојно племићке породице каква је и била породица Јагодић. Сада након реновирања, дворац је отворен за посете, и у њему се могу организовати венчања, вечере уз табураше, састанци и конференције.